# 방문교사
《방문교사》는 Mnet에서 2018년 8월 23일부터 2018년 10월 25일까지 방송된 텔레비전 프로그램이다.

## 방문교사 개요
★ 기획의도
- "연예인 좋아하면 공부 못 한다"는 건 이제 옛말! 최애 연예인 선생님이 학생들을 직접 찾아가 1:1 과외 선생님이 되어, 직접 공부를 가르치며 멘토링과 공부에 대한 동기부여까지 해주는 프로그램.

★ 방문교사 역사
- 2018년 8월 23일 ~ 10월 25일 : 방송

## 출연자

### 진행자
| 진행자 | 박명수, 김성주, San E |

### 방문교사 (1:1 과외선생님)
| 출연진          | 담당 과목      | 비고 |
| --------------- | -------------- | ---- |
| 돈 스파이크     | 사회과학, 음악 |      |
| 루다 (우주소녀) | 자연과학, 수학 |      |
| 마이크로닷      | 영어, 수학     |      |
| 홍석 (펜타곤)   | 중국어         |      |
| 이대휘 (워너원) | 영어           |      |
| 버논 (세븐틴)   | 국어, 영어     |      |
| 임영민 (MXM)    | 한문           |      |
| 유병재          | 수학, 국어     |      |